# Nothia aphylla
Nothia aphylla Lyon 1964 ex El-Saadawy et Lacey 1979 es una especie vegetal extinta perteneciente a la flora del devónico inferior identificado a partir de los restos fósiles encontrados en el yacimiento de Rhynie Chert. Su posición taxonómica es discutida aunque por su sistema conductor y morfología de sus esporangios se le ha relacionado filogenéticamente con el clado Zosterophyllopsida.

## Morfología
El tallo aéreo de Nothia aphylla con una longitud máxima de 20 cm y un grosor de apenas 2.5 mm se caracterizaba por un crecimiento dicótomo y por una epidermis irregular, cargada de emergencias. En la epidermis destaca la ausencia de uniformidad de las células que la componían con tamaños en intervalos que iban desde 150 a 350 micras de longitud y desde 10 a 50 micras de grosor. Las células más grandes conferían a la superficie del vegetal un patrón longitudinal característico.
Estas células epidérmicas se agrupaban el bloques de entre 3 a 12 células de ancho en cuyo interior se disponían las de mayor tamaño y las menores en la periferia. Separando cada bloque celular solían disponerse células de mayor tamaño, hasta 1.2 mm de longitud y 10 micras de grosor. En las excrecencias superficiales se disponían los estomas, uno en cada una de ellas. Estos estomas ovales poseían entre 6 y 9 células acompañantes y dos células de guarda que delimitaban un poro de 18 a 24 micras de largo y 2 a 3 micras de ancho.
Según ha podido deducirse del tamaño de las células epiteliales y del escaso número de estomas presentes es posible que este organismo ocupara zonas parcialmente inundadas y que sus tejidos fuesen capaces de acumular sílice como hacen muchas plantas actuales que ocupan nichos ecológicos similares.
En el extremo de los tallos se encontraban los esporangios. Estas estructuras productoras de esporas tenían forma reniforme e inserción lateral en el eje. No se ha encontrado una disposición fija de estos esporangios habiéndose observado que crecían bien por parejas, de forma verticilada o irregularmente. Las células epiteliales seguían un patrón similar al descrito para los tallos con bloques de entre 2 y 7 células de tamaño normal separadas por largas células de hasta 1 mm de largo y 15 micras de ancho.
En la superficie de los esporangios también se disponían estomas aunque más redondeados y pequeños, con poro de 18 a 24 micras de largo por 2 a 3 micras de ancho.
Los esporangios reniformes, con tamaños aproximados de 3 mm de ancho por 2 de largo, tenían dehiscencia longitudinal y producían esporas triletas de 65 micras de diámetro. Aunque por lo general se han conservado mal estas esporas ha podido distinguirse una morfología muy simple, sin apenas ornamentación y ligeramente retusoide.
Los tallos aéreos surgían en forma de yemas laterales de un rizoma subterráneo.
Este rizoma, a diferencia de los tallos, tenía simetría bilateral con una cresta ventral a partir de la cual emergían unos rizoides con una anchura variable pero siempre de una sola célula de grosor y 1.5 mm de longitud que lo anclaban al suelo.
En el interior del rizoma se encontraba una estela central de células conductoras rodeadas de tejido floemático. Por encima de éste se localizaba un córtex parenquimatoso, tejido hipodérmico y epidermis. En la zona de la cresta ventral las células hipodérmicas se disponían radialmente hasta la estela central, las capas más externas de células hipodérmicas eran las formadoras de rizoides.
Asociados a los tejidos epiteliales de Nothia se han encontrado gran cantidad de hongos parásitos, concretamente Zygomycotas con hifas aseptadas y Chytridiomycotas. La respuesta defensiva de la planta a ellos ha sido estudiada conociéndose algunas variaciones citológicas que pudieron aparecer como respuesta a la invasión fúngica. Se conocen ejemplos en los que tuvo lugar un engrosamiento de las paredes celulares y acumulación de pigmentos como respuesta a las agresiones del parásito. También han llegado a observarse zonas de tejido en los que las células habían desaparecido siendo sustituidas por matriz extracelular en lo que se ha interpretado como un caso de defensa mediante muerte celular programada.
La fase gametófito de Nothia ha sido identificada como el vegetal anteriormente nombrado Kidstonophyton discoides (Remy & Hass 1991b), escasamente estudiado y presente en el mismo yacimiento de Rhynie. Por lo que parecen indicar sus restos era morfológicamente muy parecido a la fase esporófito anteriormente descrita, tanto su rizoma como su tallo aéreo. En lugar de esporangios en la posición distal de los tallo se encontraban los gametangios. Actualmente los arquegonióforos son aún desconocidos y solo se han identificado unos anteridióforos con forma de copa en cuyo centro se disponían los anteridios.